# Puseste o Diabo em Mim
"Puseste o Diabo em Mim" é um single da banda portuguesa de rock UHF, editado em 1984 pela Rádio Triunfo – Orfeu,  com dois temas inéditos.
O tema "De Um Homem Só", é uma canção autobiográfica do líder dos UHF, que aborda o início das confusões internas no seio da banda originadas pela capa do álbum Persona Non Grata de 1982 onde António M. Ribeiro surgia isolado na capa e os outros elementos da banda na contracapa, alimentando assim a especulação de uma foto promocional para uma futura carreira a solo do vocalista.
Carlos Peres, baixista e co-fundador, já não participou nesta edição e foi substituído por José Matos.
No início da primavera, o baterista Zé Carvalho sofreu um acidente de viação e foi substituído temporariamente por Luís Espírito Santo. Após terminada a convalescença, Zé Carvalho deixou definitivamente os UHF em setembro desse ano, ficando no seu lugar o consagrado músico Zé da Cadela.
A edição do single antecedeu a gravação do primeiro álbum ao vivo da banda e do rock português, ainda em 1984 e onde o tema aparece gravado ao vivo. Em 2015, o tema "Puseste o Diabo em Mim" foi regravado em estúdio e serviu de single de apresentação da coletânea global dos UHF intitulada O Melhor de 300 Canções.

## Lista de faixas
O single é composto por duas faixas inéditas em versão padrão. Carlos Jorge partilha a composição com António Manuel Ribeiro no tema principal, enquanto que "De Um Homem Só" é da autoria de António Manuel Ribeiro. As duas faixas foram incluídas na reedição em CD do álbum Ares E Bares Da Fronteira.
| Lado A |                          |                                   |         |  |
| N.º    | Título                   | Compositor(es)                    | Duração |  |
| 1.     | "Puseste o Diabo em Mim" | António M. Ribeiro / Carlos Jorge | 3:34    |  |

| Lado B         |                  |                    |         |  |
| N.º            | Título           | Compositor(es)     | Duração |  |
| 1.             | "De Um Homem Só" | António M. Ribeiro | 3:36    |  |
| Duração total: | Duração total:   | Duração total:     | 6:70    |  |

## Membros da banda
- António Manuel Ribeiro (vocal e guitarra)
- Renato Gomes (guitarra)
- Zé Carvalho (bateria)
- José Matos (baixo)